# Плунеур-Бриньоган-Плаж
Плунеур-Бриньоган-Плаж (фр. Plounéour-Brignogan-plages) — муніципалітет у Франції, у регіоні Бретань, департамент Фіністер. Плунеур-Бриньоган-Плаж утворено 1 січня 2017 року шляхом злиття муніципалітетів Бриньоган-Плаж i Плоюнеур-Тре. Адміністративним центром муніципалітету є Бриньоган-Плаж. Населення — 1940 осіб (01.01.2021).